# マウリツィオ・ガンツ
マウリツィオ・ガンツ（Maurizio Ganz, 1968年10月13日 - ）は、イタリア・ウーディネ県トルメッツォ出身の元サッカー選手。現役時代のポジションはFW（センターフォワード）。現在はACミランの女子チームで監督を務めている。

## クラブ歴
セリエAを代表する点取り屋であり、「いつもゴールを決める男」というあだ名がある。UCサンプドリアでのデビュー後は、インテル・ミラノ、ACミラン、ACFフィオレンティーナを含む多くのクラブを渡り歩き、所属したどのチームでも実積を残した。2007年に引退した。
1995-95シーズンにインテルに移籍、2シーズン連続2桁ゴールを決めるなどリーグ戦68試合で36ゴールを挙げた、1996-97シーズンはUEFAカップで最多得点となる8ゴールを決めチームを決勝に導いた。しかし、1997-98シーズン途中、ロナウド加入の煽りを受け、出場機会が激減し、ライバルクラブであるACミランへ移籍した。1998-99シーズンはミラノダービーでゴールを決めるなど、いくつかの重要なゴールを決め優勝に貢献した。2007年のFCプロ・ヴェルチェッリが最後の所属クラブとなった。
引退後、ミランの女子チームの監督を務めている。

## 代表歴
イタリア代表には1993年に2度招集されたが、出場することはなかった。また、パダーニャ代表としてVIVAワールドカップで1試合出場し、ハットトリックを記録している。

## 指導歴
2014年にスイス5部リーグのFCアスコーナで監督を務める。
2019-20シーズンより、ACミランの女子チームにおいて指揮官に就任することが発表された。契約期間は2年間。

## 人物
息子のシモーネ・ガンツはミランのユース出身のプロサッカー選手である。

## タイトル
クラブ
サンプドリア
- コッパ・イタリア : 1987-88

ブレシア
- セリエB : 1991-92

ミラン
- セリエA : 1998-99

個人
- セリエB得点王 : 1991-92（19得点）
- UEFAカップ得点王 : 1996-97（8得点）